# Кальявайя (народ)

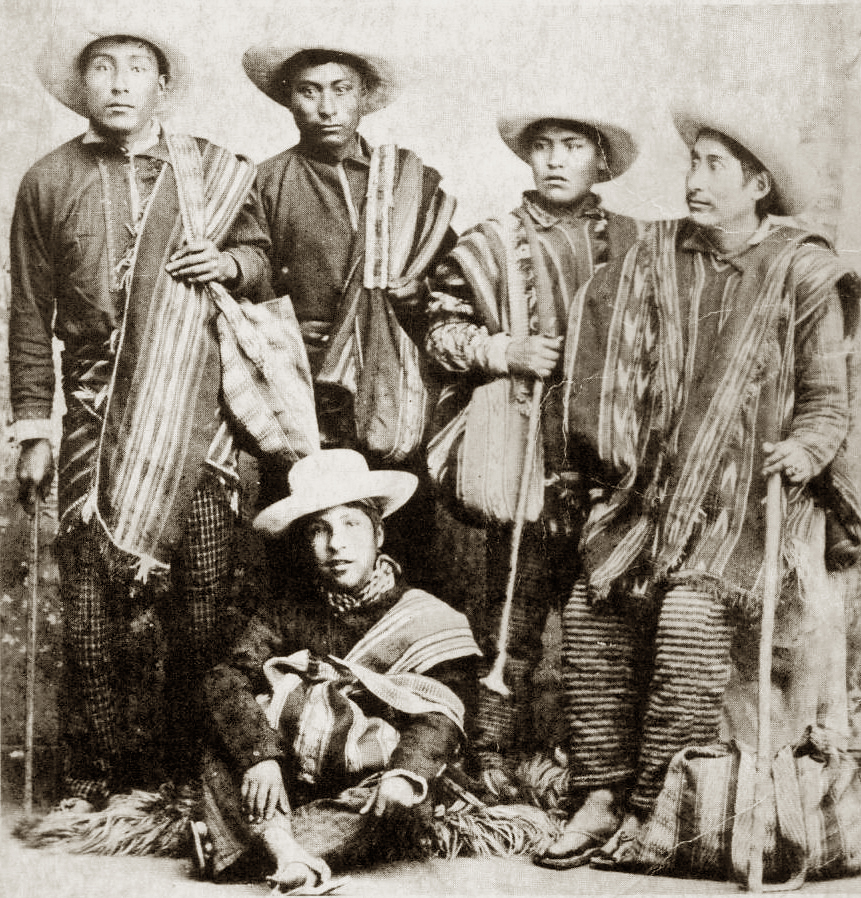
Кальявайя в Панамі (1900)

Кальявайя (Kallawaya, інші відомі назви — Callahuaya і Kolyawaya) — групи мандрівних народних цілителів — етнічних індіанців, що живуть у болівійських Андах. Розмовляють різними мовами: кечуа, аймарською та іспанською, а в лікарській практиці використовують таємну мову кальявайя. Культура кальявайя була історично зосереджена на вивченні та практикуванні традиційної медицини та мандрівках у пошуках лікарських рослин. Самі кальявайя належать до культури Мольо і деякі дослідники називають їх прямими нащадками культури Тіаванако. За даними ЮНЕСКО, витоки культури кальявайя простежуються ще від періоду інків.
Центром культури кальявайя вважають Чарасані, адміністративний центр провінції Баутіста Сааведра (департамент Ла-Пас, Болівія). Вони також проживають у навколишніх містах Курва (Curva), Чаяуа, Канлауа, Хуата-Хуата, Інка та Шарі, недалеко від озера Тітікака. 2003 року «космобачення» кальявайя внесено до списку шедеврів усної та нематеріальної спадщини людства, а 2008 року увійшло до списку нематеріальної культурної спадщини ЮНЕСКО.

## Походження
Походження кальявайя до кінця не вивчено, при цьому самі вони вважають себе нащадками давньої цивілізації Тіаванако.
За припущенням Енріке Облітаса Поблете (Enrique Oblitas Poblete), болівійського фахівця з етноботаніки,, слово Кальявайя може бути спотвореним khalla-wayai («початок узливання») або k'alla чи k'alli wayai («вхід у священство»). З мови кечуа це слово також можна перекласти як «повернення рослин» або пов'язати його з Polypodium pycnocarpum — рослиною родини солодицевих. З аймарської це слово можна перекласти як Країна лікарів.
Про походження самих кальявайя існує кілька гіпотез. Археологічні дослідження показують їх зв'язок із культурами Тіаванако та Мольо. З літописів інків, які стосуються медицини та релігії, відомо, що кальявайя мали особливий статус народних цілителів та транспортували лікарські рослини з одного місця в інше, а також відповідали за збирання екскрементів, які використовувалися в традиційній медицині. Їхня автономна територія була значно більшою, ніж область, в якій вони нині мешкають у регіоні, — високогір'я в межах від 1000 до 5000 метрів над рівнем моря, що давало їм доступ до низки лікарських рослин і можливість зв'язку з культурами як високогір'я, так і низин, що стало основою їхньої мандрівної медицини.

## Спосіб життя
Кальявайя населяють регіон Чарасані на східному схилі Анд, на північ від озера Тітікака в провінції Баутіста Сааведра. Займаються сільським господарством та практикують традиційну медицину. Використовують переважно фітотерапію, а медичні знання в їхньому середовищі передаються з покоління в покоління, від учителя до учня. У своїй медичній практиці застосовують також музику і магічні та чаклунські обряди, амулети та жертвопринесення (наприклад, меса — висушений плід лами, шерсть лами, кока, жир і кров лами та рожеві пелюстки квітів); багато їхніх практик дослідники відносять до шаманізму.
Мандруючи Андами, кальявайя контактують із представниками різних мовних груп і самі розмовляють різними мовами, серед них кечуа, аймарська та іспанська. Для обговорень своїх медичних практик вони розробили власну таємну мову кальявайя, засновану го́ловно на мертвій мові пукіна. Цією мовою користується близько 100—200 осіб, тому її відносять до мов, що перебувають під загрозою зникнення.
Відомо, що кальявайя були лікарями у правителів і представників вищих класів суспільства інків. Затребуваність медичного мистецтва кальявайя особливо зросла на початку XX століття, коли було визнано, що вони зуміли вилікувати дочку президента Перу Аугусто Легії-і-Сальседо (1863—1932), яку західна медицина визнала невиліковно хворою.

## Цілительство

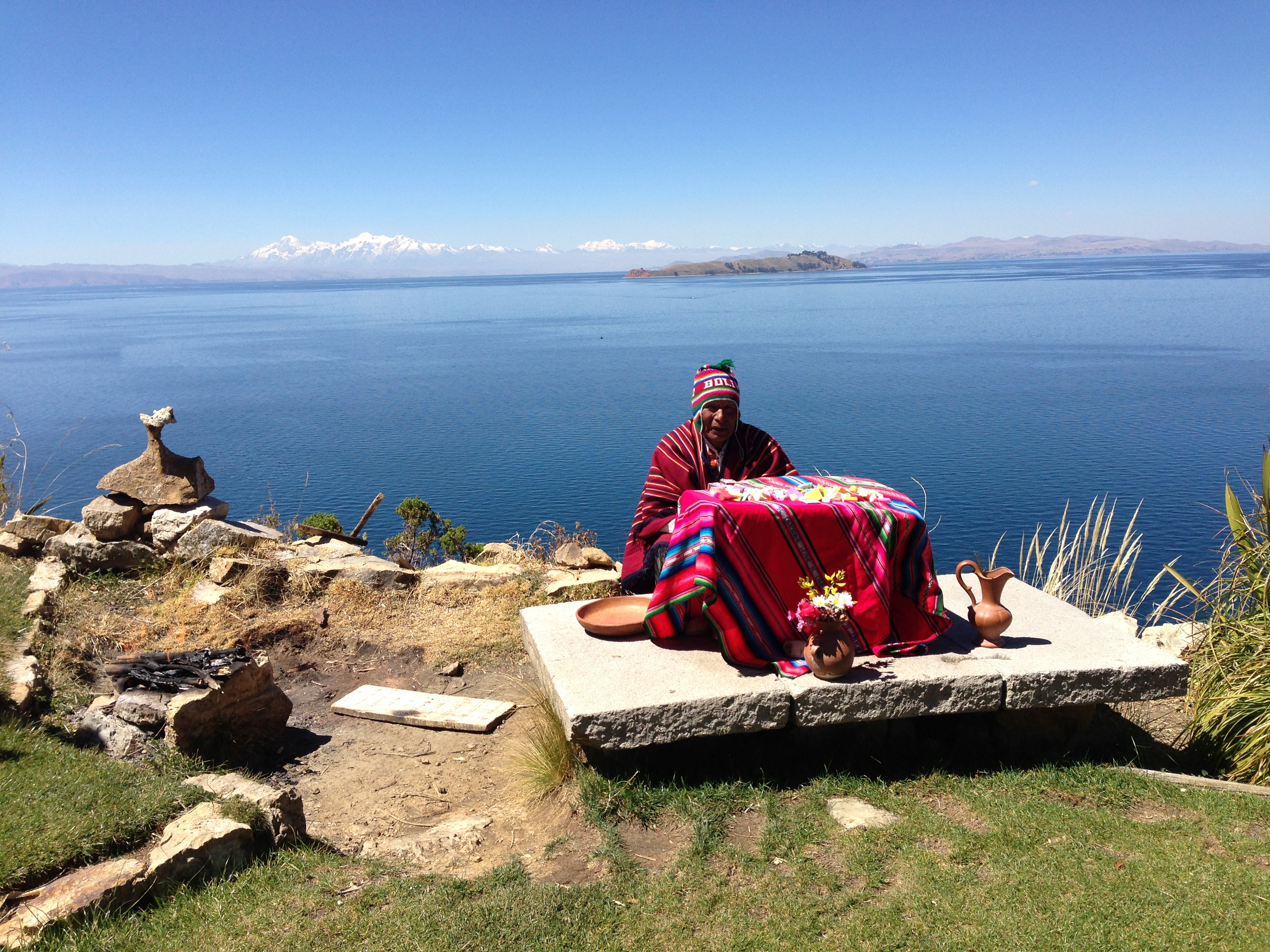
Звернення представника кальявайя до сил природи по допомогу. Церемонія на острові Сонця (озеро Тітікака)

Калавайя як спільнота цілителів вважають хворобу та здоров'я результатом тісного зв'язку між виконанням ритуалів та взаємодією всіх членів айлью (традиційних андських громад, заснованих на спорідненості). Цей термін стосується як людей, що нині живуть, так і предків, «збережених у природі». Об'єднання ритуальних практик із довкіллям (природою, ландшафтом) відіграє важливу роль у консолідації різних айлью з різними традиціями та мовами в рамках однієї етнічної групи.
Кальявайя переконані в існуванні в людському тілі трьох рідин, що уподібнює їх погляди з давньогрецькою гуморальною теорією про існування чотирьох тілесних рідин: крові, жовчі, слизу (мокроти) і чорної жовчі, які заповнюють тіло, і їх співвідношення впливає на здоров'я та характер людини. Деякі антропологи вважають, що світогляд кальявайя є адаптацією гуморальної теорії, яка стала відомою в Південній Америці з приходом європейських колоністів.
Кальявайя вважають повітря невидимою рідиною, яка відповідає за дихання; жир відповідає за енергію і кров — за життєву силу. Кальявайя вважають, що кров пускати неприпустимо, тому у своїх практиках не використовують кровопускання. Вони розрізняють чотири типи крові: гарячу, холодну, вологу та суху. Гаряча кров, за їхніми поглядами, тече надто швидко, холодна — надто повільно, волога надто щільна, а суха — надто тонка. Різні поєднання цих станів призводять до різних захворювань. За кальявайя, холодна і волога кров, змішуючись, течуть повільніше і не досягають м'язів, і цей стан, на іхню думку, спричиняє артрит. Гаряча та суха кров не мають достатньої кількості жиру та повітря, що викликає прискорене серцебиття.
Відсутність жиру, за кальявайя, є причиною хвороби, причому жир нібито часто «витягується» з організму kharisiri — термін із мови кальявайя, що часто ототожнюється з багатіями та роботодавцями, які експлуатують селян. У колоніальний період жир також витягували білі переселенці та священники, і ця рідина, серед іншого, дуже витрачалася при створенні церковних дзвонів та панських будинків.
Здоровим, за кальявайя, є той організм, в якому доцентрова і відцентрова сили залишаються в рівновазі; надлишок або нестача рідини в організмі спричиняє хвороби, а втрата занадто великої кількості рідини — смерть.
Кальявайя знаються на рослинах. У 1970-х роках найдосвідченіші з них використовували 300—350 різних видів лікарських рослин, мінералів та продуктів тваринного походження, а наприкінці 1980-х років — від 180 до 300. Фармакопея кальявайя включає близько 980 видів і належить до найбільших у світі. Для лікування малярії у робітників на будівництві Панамського каналу кальявайя використовували екстракт хіни.
Знання кальявайя не захищені повною мірою законом від зазіхань фармацевтичних компаній. 2003 року систему світогляду кальявайя «космобачення» оголошено шедевром усної та нематеріальної спадщини людства, а 2008 року внесено до списку нематеріальної культурної спадщини ЮНЕСКО.
Кальявайя відомі як зберігачі наукових знань, го́ловно про фармацевтичні властивості овочів, тварин та мінералів. Кальявайя лікують захворювання, травми і навіть психічні хвороби. Жінки кальявайя часто бувають акушерками, лікують гінекологічні захворювання та дітей. Цілителі кальявайя мандрували північним заходом Болівії і частково Аргентиною, Чилі, Еквадором, Панамою та Перу.
У пошуках лікувальних трав вони часто ходили пішки дорогами древніх інків через тропіки, гірські долини і плато. «Доколумбів шлях» кальявайя проходив на висоті 4500—5100 метрів і простягався на 80 км — від Аполобами через Пасо-дель-Сунчілі до Акамані, їхньої священної гори. Іншим шляхом була дорога Ніно-Корині — з Курви, їхньої стародавньої «столиці», до Чарасані, де розташовуються геотермальні джерела.
Перед тим, як вийти з дому, щоб зцілювати хворих, кальявайя виконують церемоніальні танці. Танці та ритуали мають назву yatiri («цілитель»). Під час танцю вони одягають llantucha suri, одяг із пір'я страуса нанду, використовуваний як захист від злих духів на той час, коли вони йдуть до своїх пацієнтів, несучи khapchos («чоловічі сумки») з травами, сумішами та талісманами. Під час ритуальних церемоній, перш ніж цілитель вирушить до пацієнта, гурти музикантів кальявайя виконують канту, граючи на барабанах і флейтах, щоб установити контакт зі світом духів.

## Значення терміна «космобачення»
За даними ЮНЕСКО, «космобачення» — частина культури калавайя, впорядкований набір міфів, ритуалів, цінностей і зразків художньої творчості. Його визнано не лише в Болівії, а й в низці інших країн Південної Америки, де ченці-лікарі практикують медичні методи, засновані на системі ритуалів корінних народів Андського регіону.
Оксфордський словник визначає цей термін стосовно народів Месоамерики як їхній специфічний спосіб світобачення та розуміння Всесвіту.

## Сучасний стан
Нині до кальявайя відносять себе близько 2000 осіб, які використовують як засоби народної медицини рослини, продукти життєдіяльності тварин і людини, мінерали, амулети.
На додаток до своїх знань натуральної медицини культура кальявайя володіє також знаннями в космології, власною системою вірувань, обрядів, міфів, власним мистецтвом, яке відображає їхнє оригінальне світобачення, пов'язане з їхньою концепцією здоров'я, яка поєднує природу, духовність, суспільство та особистість. Кальявайя зберегли докладну класифікацію древніх рослин і тварин, яка може походити з часів інків. Кальявайя вважають усю природу — тварин, рослини, гори, озера тощо — живими істотами, які мають сім'ї і живуть як люди, тому вони нерідко «дають їжу» горам і деревам, вважаючи, що це допомагає їхньому духовному здоров'ю. Світ в уявленні кальявайя поділений на три області: високогір'я (основою цієї області є лами), плоскогір'я (основа — альпійські рослини) і низовина (основа — бавовник та квіти).
Як лікарські рослини вони використовують бавовник, мате, петрушку, проте чи не головною є кока, яку використовують для усунення болів у голові та шлунку і просто поганого самопочуття. Крім того, за допомогою подрібненого листя коки, взятого в рот і потім видихнутого, вони визначають діагноз хворого, а за допомогою того ж листя, кинутого на землю, — передбачають долю.
Окрім подорожей із метою лікування, кальявайя також є фермерами. Вони носять традиційний одяг, і чоловіків-кальявайя можна впізнати за червоним пончо зі вкрапленнями інших кольорів і за капелюхом-сомбреро.
2003 року їхню культуру ЮНЕСКО віднесло до всесвітньої усної та нематеріальної спадщини.

## Мова
Сучасні кальявайя розмовляють кечуа, аймарською та іспанською мовами, проте мають і власну мову — кальявайя, яку використовують в обрядах і медичній практиці, засновану на граматиці та морфології мови кечуа, але зі збереженням багатьох особливих езотеричних термінів, які, на думку мовознавців, походять від нині вимерлої мови пукіна, якою розмовляли в імперії інків і назви з якої зустрічаються в топоніміці болівійських Анд. Для повсякденних розмов вони найчастіше використовують звичайну мову кечуа, і в основних містах їх проживання — Курві і Чарасані в провінції Баутіста Сааведра — всі вони перважно кечуамовні.